# Lars Nyberg (nationalekonom)
Lars Nyberg, född den 24 februari 1945 i Stockholm, tidigare bland annat  vice riksbankschef på Sveriges riksbank mellan åren 1999 och 2011. Nyberg är docent i nationalekonomi och har tidigare, utöver sitt uppdrag som vice riksbankschef, varit vice VD i Handelsbanken och Föreningssparbanken samt VD i Länsförsäkringsbolagens förening.
Nyberg disputerade 1975 vid Handelshögskolan i Stockholm.
Lars Nyberg var ledamot av Finansinspektionens styrelse från år 2001 till år 2013. Han lämnade uppdraget eftersom han accepterat ett styrelseuppdrag i ett finansiellt företag som står under Finansinspektionens tillsyn.